# Paraskevi Kotzia
Paraskevi Kotzia, griechisch Παρασκευή Κοτζιά, auch Kotzia-Panteli, griechisch Κοτζιά-Παντελή (* 1951; † 13. Juli 2013) war eine griechische Philosophiehistorikerin auf dem Gebiet der antiken Philosophie.
Kotzia studierte von 1970 bis 1975 Klassische Philologie an der Aristoteles-Universität Thessaloniki und schloss dieses Studium mit dem Diplom (πτυχίο) ab. Von 1976 bis 1992 war sie wissenschaftliche Mitarbeiterin in Klassischer Philologie an der Universität Thessaloniki. Von 1980 bis 1982 absolvierte sie mit Unterstützung durch den DAAD ein Postgraduiertenstudium in Klassischer Philologie, Philosophie und Paläographie an der Freien Universität Berlin. 1992 wurde sie mit einer Dissertation zur Kategorienschrift des Aristoteles bei Dimitrios Lipurlis (Δημήτριος Λυπουρλής) in Thessaloniki promoviert. Von 1992 bis 1996 war sie ebendort Lektorin, von 1996 bis 2006 Assistenzprofessorin, von 2006 an außerplanmäßige Professorin. Dort leitete sie auch das Center for Aristotelian Studies. Im akademischen Jahr 2003/2004 war sie Gastprofessorin am Institut für Griechische und Lateinische Philologie der Universität Hamburg.
Kotzia beschäftigte sich hauptsächlich mit Aristoteles und den Aristoteleskommentatoren sowie mit Platon und dem Neuplatonismus und mit antiken Sprachtheorien. Darüber hinaus übersetzte sie unter anderem die Aristotelesmonographie von Ingemar Düring und die Platoneinführung Platon lesen von Thomas A. Szlezák ins Neugriechische. Postum erschien die Übersetzung einer Schrift des Galen.

## Schriften (Auswahl)
Monographien
- Ο σκοπός των Κατηγοριῶν του Αριστοτέλη. Συμβολή στην ιστoρία των αριστοτελικών σπουδών ως τον 6ο αιώνα. Dissertation Thessaloniki 1992. („Das Ziel der Kategorien des Aristoteles. Beitrag zur Geschichte der Aristotelesstudien bis zum sechsten Jahrhundert“)
- Περὶ τοῦ μήλου ἢ Περὶ τῆς Ἀριστοτέλους τελευτῆς (Liber de pomo). Thyrathen, Thessaloniki 2007. („Über den Apfel oder Über das Ende des Aristoteles“)
- Γαληνός, Για την αποφυγή της λύπης (η πραγματεία Περὶ ἀλυπίας). Μετάφραση – σχόλια: Παρασκευή Κοτζιά, εισαγωγή: Σοφία Ξενοφώντος, επίμετρο: Ιωάννης Πολέμης. Thyrathen, Thessaloniki 2016. („Galen, Über die Vermeidung des Kummers (Die Abhandlung Über die Kummerlosigkeit). Übersetzung – Erläuterungen: Paraskevi Kotzia, Einführung: Sophia Xenophontos, Nachwort: Ioannis Polemis.“)

Übersetzungen ins Neugriechische
- I. Düring, Aristoteles. Darstellung und Interpretation seines Denkens. Heidelberg, 1966 / O Aριστοτέλης. Παρουσίαση και ερμηνεία της σκέψης του. Mορφωτικό ίδρυμα Eθνικής Tραπέζης, Athen 1991.
- M. J. Adler, Aristotle for Everybody. Difficult Thought Made Easy. New York, 1978 / O Aριστοτέλης για όλους. Δύσκολος στοχασμός σε απλοποιημένη μορφή. Παπαδήμας, Athen 1997.
- Th. A. Szlezák, Platon lesen. Stuttgart-Bad Cannstatt, 1993 / Πώς να διαβάζουμε τον Πλάτωνα. Θύραθεν, Thessaloniki 2004.